# Didemnum mesembrinum
Didemnum mesembrinum är en sjöpungsart som beskrevs av Monniot 200. Didemnum mesembrinum ingår i släktet Didemnum och familjen Didemnidae. Inga underarter finns listade i Catalogue of Life.